# Tombatossals (personatge de ficció)
Tombatossals és un mític gegant de caràcter bo i forçut, el qual, segons explica la llegenda va fundar la ciutat de Castelló de la Plana. Per a aconseguir aquesta fundació va rebre l'ajuda d'un grup d'amics: Cagueme, el voluntariós; Bufanúvols, el bufador; Arrancapins, el forçut, o Tragapinyols, l'escatològic.

## Llegenda
Tombatossals és fill de les muntanyes Penyeta Roja i Tossal Gros, i el seu naixement es deu a la intervenció de Bufanúvols, personatge que provoca una gran tempesta capaç de fer caure les muntanyes.
Tombatossals viu, juntament amb els seus amics, a la Cova de les Meravelles, de la qual s'absenten per a atendre la crida d'auxili dels fills del rei Barbut, que volien tornar recuperar les terres que havien heretat. En prestar ajuda a aquests hereus, el grup d'amics es viuen nombroses aventures i desventures, com la guerra contra els habitants de les Columbretes per la conquesta de les illes.
Aquesta llegenda és recollida en forma de conte per l'autor castellonenc Josep Pasqual Tirado, en l'obra titulada Tombatossals, publicada Castelló de la Plana en 1930.

## En la cultura popular
El personatge de Tombatossals apareix en l'himne de Castelló (el Rotllo i Canya), al Pregó, fins i tot hi ha un premi de literatura infantil amb el seu nom, a més d'un col·legi, entre altres maneres de fer-li homenatge per la seva importància en la història popular de la ciutat. A la ciutat de Castelló hi ha diverses escultures que decoren diferents giratoris en què apareix Tombatossals i els altres personatges mitològics que tanta importància tenen en la història de la ciutat. Les escultures són obres de l'artista sevillà Melchor Zapata.
La vida heroica i aventurera d'aquest personatge fictici ha estat adaptada a diverses ocasions per mitjà d'altres llibres, com l'adaptació teatral realitzada per Matilde Salvador, "La filla del Reia Barbut"; o el conte infantil. "Viatge al país de Tombatossals", obra de Vicent Pitarch Almela, filòleg i activista cultural; amb il·lustracions de Joan Montañés, conegut com a Chipell.
També es va dur a terme un projecte gràcies a l'empresa valenciana, radicada a Castelló, Nereida Animation Films, per a realitzar un llargmetratge d'animació, sobre aquest personatge. A més, l'Institut Valencià de l'Audiovisual i la Cinematografia concedir un ajut de prop de 150.000 euros per a "Gegant, la llegenda de Tombatossals", pel·lícula basada en la història de Tombatossals. El film té un guió de Miquel Beltrán i el disseny dels personatges és d'Harald Siepermann, animador que ha treballat per la factoria Disney en projectes com 'Mulan', 'Roger Rabbit' o 'Tarzan'. El film de prop 90 minuts de durada, barreja l'animació clàssica amb el 3D. La idea a l'origen era que el film fos doblat en valencià, per a posteriorment ser doblat en castellà.